# Rudolf Meyer (Komponist)
Rudolf Meyer (* 1943 in Küsnacht) ist ein Schweizer Organist, Komponist und Hochschullehrer.

## Leben und Wirken
Meyer studierte am Konservatorium Zürich Orgel, Schulmusik, Kirchenmusik und Komposition. Er ergänzte seine Studien 1966 mit einem Studienaufenthalt in Paris bei Marie-Claire Alain. Ausserdem besuchte er Meisterkurse bei Anton Heiller, Luigi Ferdinando Tagliavini, Jean Guillou und Nikolaus Harnoncourt.
Als Schul- und Kirchenmusiker hatte er zunächst Anstellungen von 1963 bis 1965 in Uetikon am See, von 1966 bis 1971 an der Stadtkirche Burgdorf und von 1971 bis 1975 in Rapperswil sowie am Christkönig-Kollegium in Nuolen.
1976 wurde er in Winterthur als Erster Organist an der Stadtkirche und Dozent für künstlerisches Orgelspiel, Improvisation und Kammermusik am Konservatorium Winterthur (später Hochschule für Musik und Theater Zürich) berufen, diese Stellung bekleidete er bis 2001.
Meyer nahm Lehraufträge unter anderem als Gastdozent am Conservatorium of Music New South Wales, an der Schola Cantorum Basiliensis und 1996 bis 1997 als Professor für Orgelspiel und Improvisation an der Hochschule für Musik Köln wahr.
1980 gründete er die Capella Musica Loquens Zürich und leitete diese bis 1990. Von 1985 bis 1999 war Meyer künstlerischer Leiter der fünf Internationalen Orgeltagungen Winterthur.
Meyer ist als Musiker, Juror und Dozent häufig auf Konzertreise sowie bei Festivals in Europa, Russland und Übersee. Ausserdem wirkt er als Fachberater bei Orgelneubauten und -restaurierungen. So beispielsweise für Orgelbau Kuhn AG in der reformierten Kirche Spiez, in der reformierten Kirche Linsebühl St. Gallen, und in Winterthur an der Stadtkirche sowie bei seiner Hausorgel. Ebenso für Späth Orgelbau in der katholischen Kirche Weinfelden und in der katholischen Kirche Lantsch/Lenz GR oder für Orgelbau Stemmer AG z. B. in der St. Franziskus-Kirche Ebmatingen. Seine Kompositionen umfassen „Geistliches und Profanes für diverse Besetzungen“.
1987 wurde er mit dem Carl-Heinrich-Ernst-Kunstpreis für seine Verdienste um die Kunst in dieser Stadt ausgezeichnet. Rudolf Meyer lebt in Winterthur.

## Kompositionen (Auswahl)
- Readily a World. Liederzyklus für Alt und Hammerflügel, nach Gedichten von Warren Thew. 2004.[9][10]

## Publikationen (Auswahl)
Tonträger
- Rudolf Meyer an der Matthaei-Orgel der Ersten Kirche Christi. Winterthurer Orgelfreunde, Winterthur 2001.
- Rudolf Meyer. Orgel im Stile Gottfried Silbermanns, Evang. Kirche St. Margrethen. Werke von Kittel, C. Ph. E. Bach, J. G. Müthel, J. G. Walther, J. S. Bach und R. Meyer. Gallo.
- Missa C-Dur; Orgelmesse. Mit Andreas Cincera, Gemischter Chor Winterthur und Beat Fritschi (Dirigent). 1993.
- Rudolf Meyer aux grandes orgues de l’église de Courtelary. Jecklin, Zürich 1987.
- Rudolf Meyer an der Chororgel der Stadtkirche Winterthur. Jecklin, Zürich 1986.
- Rudolf Meyer an der grossen Orgel der Stadtkirche Winterthur. Jecklin, Zürich 1986.

Monographien
- Umgang mit unzeitgemäßen Orgeln. Pape, Berlin 1999, ISBN 3-921140-53-6.